# Roskow
Roskow är en kommun och ort i Tyskland, belägen i Landkreis Potsdam-Mittelmark i västra delen av förbundslandet Brandenburg, strax nordost om staden Brandenburg an der Havel. Kommunen och administreras som en del av kommunalförbundet Amt Beetzsee, vars säte ligger i den närbelägna kommunen Beetzsee.

## Geografi

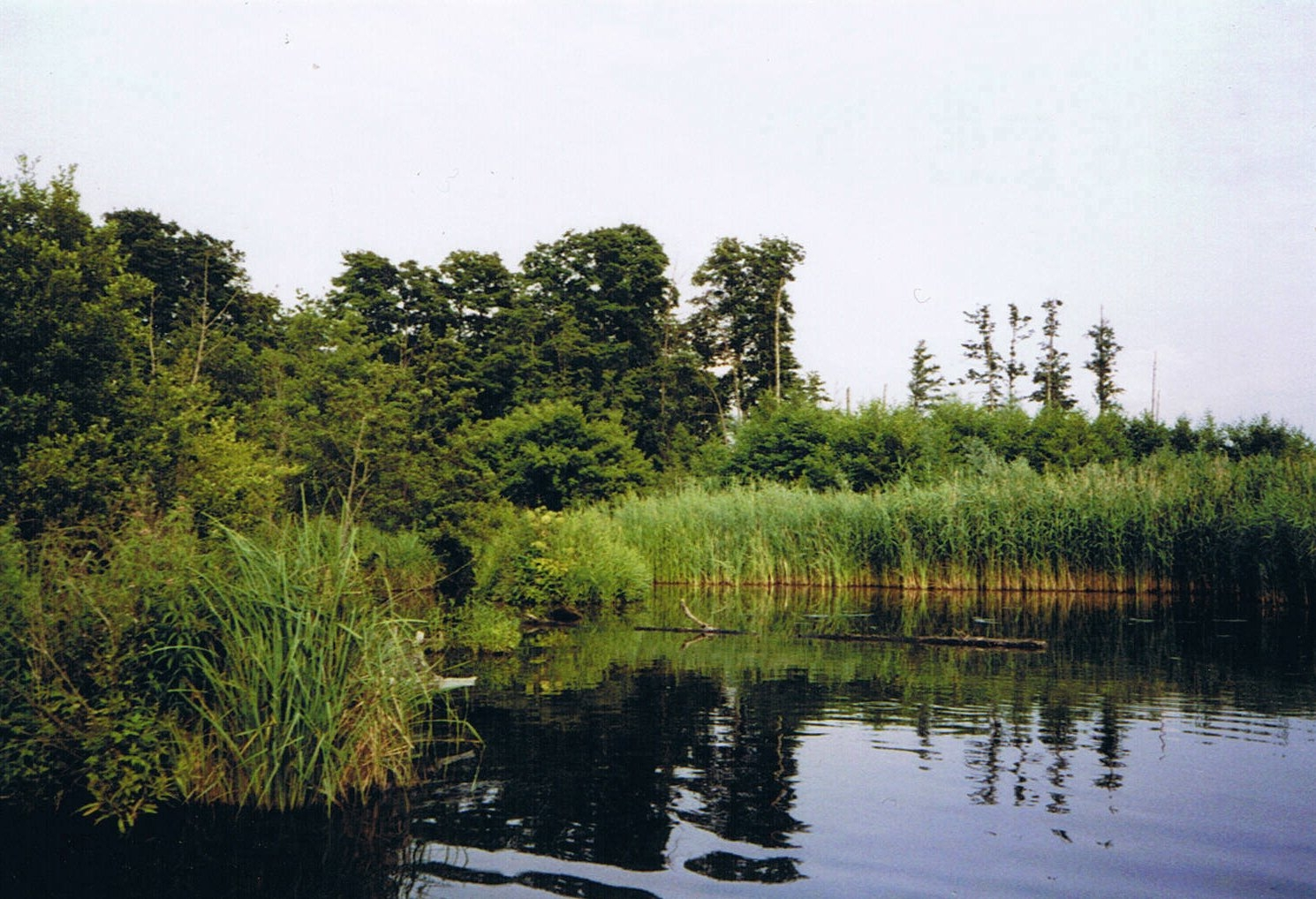
Strandvegetation vid floden Havel.

Kommunen gränsar i väster till staden Brandenburg an der Havel, i norr till sjön Beetzsee, i nordost till orten Päwesin, i öster till staden Ketzin och i söder till floden Havel.

### Administrativ indelning
Följande tre byar utgör administrativa kommundelar (Ortsteile) i Roskows kommun:
- Lünow
- Roskow
- Weseram